# Kraljevi ulice
Kraljevi ulice je glazbena grupa nastala 1987. u Zagrebu za vrijeme Univerzijade. Većinom sviraju po raznim ulicama, trgovima, parkovima, a najčeće na Trgu bana Jelačića. Tijekom karijere pjevali su u većini velikih europskih gradova. Većinom izvode starogradske pjesme. Ne pjevaju moderne pjesme, nego samo šlagere. Osnivači su i organizatori mnogobrojnih festivala u Zagrebu i Hrvatskoj: Cest is d'Best, Ljeto na Štrosu, Ljetno kino Gradec, FUZZ, DunavArt festival, Martin je u Zagrebu, Tkalčijana, Dana otvorenih butelja.

## Eurovizija
Prvi su se puta pojavili na Dori 2006. s pjesmom "Kao san", te osvojili visoko 2. mjesto. Zatim su ponovno pokušali 2007. s pjesmom "Pjesma za novčić", te također osvojili 2. mjesto. Nakon toga su na Dori 2008. pobijedili s pjesmom "Romanca", te 22. svibnja nastupili u drugom polufinalu gdje su osvojili visoko 4. mjesto sa 112 bodova, te se plasirali u finale Eurovizije. U finalu su završili 21. s 44 boda.

## Uspjeh u Rusiji
Kraljevi ulice dobili su rusku nagradu Šansona godine, jer su na moskovskoj radijskoj postaji "Radio šanson" bili među deset najizvođenijih. "Romanca" je bila izvedena i na ruskom jeziku. To je do sada najveći uspjeh hrvatske pjesme predstavnice na Eurosongu poslije samog Eurosonga.

## Članovi
- Miran Veljković – Hadži
- Zlatko Petrović – Pajo
- Ladislav Demeterfy †
- Zoran Lovrić
- Oliver Belošević

## Diskografija
1.album Zagrebu s ljubavlju
2.album S glazbom po svijetu
3.album Marijana
4.album Starogradske
5.album Mexico
6.album Starogradske2
7.album Sirtaki i buzuki
8.album Zaplešimo
9.album Zlatna ribica
10.album Kad naš brod plovi
11.album Za dame i gospodu
12.album Zadnja pošta Zagreb
13.album Naprijed Hrvatska: himna reprezentacije
14.album Jednu morsku
15.album Noć u Čardi
16.album Romanse 
17.album Romanse2
18.album Ulicama kružim ( šlager uzvaća udarac )
19.album Zemlja pleše
20.album Zagreb Zagreb

## Ostalo
- U razdoblju od 1987. Kraljevi ulice nastupali su u svim relevantnim glazbenim emisijama na raznim radio i TV postajama, te su sudjelovali u desetak serija, dokumentarnih i igranih filmova.
- HRT je snimila njihove samostalne koncerte iz K.D.V. Lisinskog (2008.g),  kazalište Gavella (2012.g), te koncert Serbus Zagreb, s tamburaškim orkestrom HRTa na platou Gradec (2017.g), te ih redovno emitira.
- Snimili su pjesmu Kraj kapele svete Ane za UNESCO, koja je objavljena na albumu UNESCO COLLECTION - CROATIE / MUSIQUES TRADITIONNELES AUJOURD'HUI / 1998. godine

## Vanjske poveznice
- Kraljevi ulice – službene stranice
- Cest is d'Best - službene stranice
- Diskografija.com – Kraljevi ulice